# Guiorgui Bagatourov
Guiorgui Bagatourov ou Giorgi Bagatourov est un joueur d'échecs géorgien né le 28 novembre 1964, grand maître international depuis 1999 et champion du monde senior en 2016.
Au 1er octobre 2023, il est le 25e joueur géorgien avec un classement Elo de 2 405 points. 

## Biographie et carrière
Grand maître international depuis 1999, Bagatourov a remporté le championnat de la république soviétique de Géorgie en 1989 et le championnat de Géorgie d'échecs en 1995 et 1999.
Après l'indépendance de la Géorgie, il a participé à l'Olympiade d'échecs de 1998, marquant 5 points sur 9 au quatrième échiquier (l'équipe de Géorgie finit septième de la compétition). Il participa au championnat d'Europe d'échecs des nations de 1999, marquant trois points sur 6 au troisième échiquier.
Il finit deuxième du tournoi zonal de la zone 1.5 (Arménie et Géorgie) faisant partie du cycle de qualification pour le championnat du monde de la Fédération internationale des échecs 1996 et disputé en 1993 à Protvino en Russie. Ce résultat le qualifiait pour tournoi interzonal de Bienne où il finit à la 66e place.
En 2016, il est champion du monde senior dans la catégorie des plus de 50 ans.